# リセット (SUPER BEAVERの曲)
「リセット」は、日本のバンド・SUPER BEAVERの限定シングル。2008年8月6日にRAINBOW ENTERTAINMENTから発売された。

## 概要
全国のタワーレコード/タハラにて限定販売されたシングル。渋谷、新宿を中心に売り切れ店続出となった。

## 収録曲
1. リセット [4:41]
作詞・作曲：柳沢亮太 / 編曲：SUPER BEAVER
2. 2ndミニアルバム「心景」ダイジェスト【medley】